# アジャンタ
アジャンタ（AJANTA）は、1957年に日本で創業したインド料理店。
ナイルレストラン（1949年開店）とともに日本のインド料理店の草分けの一つである。インドのアーンドラ・プラデーシュ州出身のジャヤ・ムールティ〈1913-1975〉（来日後、Mungara Jayasena から Jaya Murti に改名）が開店した。同州はインドでも特にスパイスを大量に使う地域として知られている。彼の死後は、夫人のシャンタ・スジャータ・ムールティ〈1924-2013〉（旧名は坂井淳子）、長男のアーナンダ・ジャイラム・ムールティ〈1954-〉が経営を引き継いでいる。

## 概要
1957年、東京都杉並区阿佐ヶ谷において「喫茶 AJANTA」としてスタートした。チャイのほか、サモサ、パコラなどのインド風スナックをメニューに載せ、日曜限定で本格的なチキンカリーを出した。
1961年、千代田区九段への移転をきっかけに「珈琲と純インド料理 AJANTA」の看板を掲げる。日本武道館とインド大使館に近いという地の利を得て、店は次第に拡張し、1980年ごろには客席120席、調理人12人、フロアスタッフ20人という大所帯のレストランになった。支店展開にも積極的に取り組み、軽井沢店、池袋西武店、麹町店、鎌倉店、日本橋高島屋店、有楽町阪急店、恵比寿ガーデンプレイス店、カレッタ汐留店を出した。1986年、九段本店を閉店し、麹町店を本店とした。現在は、総菜販売のみ行う西武池袋本店（旧池袋西武店とは異なる、地下1階おかず市場内の売場）以外の支店はすべて閉店している。

## 関係者
料理人の世界には厳しい上下関係があると言われているが、アジャンタの厨房は和気藹々としていたという。ここで働いた多くの日本人調理師達が、後に日本各地でインド料理店を開き、アジャンタのミームを伝えている。
- 『けらら』　山本志朗、栃木県益子町
- 『ガネーシュ』　石原幸雄、神奈川県横浜市
- 『サルナート』　瀬口彰治、大分県豊後高田市（現在は『チャイハナ海花』に店名変更）
- 『シタール』　増田泰観、千葉県千葉市
- 『チットラ』　今井守、宮城県仙台市
- 『アンジュナ』　藤井正樹、東京都日野市
- 『さらじゅ』　小森良幸、埼玉県さいたま市（2014年12月閉店）
- 『初台スパイス食堂　和魂印才たんどーる』　塚本喜重、東京都新宿区
- 『サールナート』　小松崎祐一、千葉県船橋市

インド人シェフのカルピーヤ・マニは長くアジャンタに勤め、離れた後も他の日本のインド料理店で料理の指導をしている。
この厨房で働いた経験を持ち、文筆活動などによって日本にインド料理の魅力を伝えている人物として、浅野哲哉と渡辺玲がいる。